# Мартин от Тур
Мартин от Тур (на латински: Martinus, Sanctus Martinus Turonensis; 316/317 г. – 8 ноември 397 г.) е третият епископ на град Тур. Той е един от най-известните светии на католическата църква. Честван е също в протестантската, англиканската и православната църкви.

## Биография
Роден е с името Martinus като син на римски трибун в Панония през 316 година. Младите си години прекарва в Павия, родината на баща му, където влиза в контакт с християнството. На десет години е приет в групата на кандидатите за кръщение. По настояване на баща му започва военна кариера. На петнадесет години е взет като телохранител на Константин II в Милано, тогавашната резиденция на западната част на Римската империя. Кръстен е на 18 години от Хиларий, по-късният епископ на Поатие.
Служи като офицер при император Юлиан Апостат в боевете против алеманите и вярата му се задълбочава. Отказва да се бие и моли да бъде освободен от войската, което му е отказано. Юлиан го освобождава след 25-годишната му военна служба през 356 г., когато е на 40 години.
Основава през 361 г. манастира Saint-Martin de Ligugé до Тур.
Става епископ на Тур на 4 юли 372 г. и предпочита да живее в дървени колиби извън града, където през 372/375 г. основава манастира Marmoutier до Тур.
На 8 ноември 397 г. умира на 81 години по време на посещение в Candes, град от неговата метрополия. Погребан е на 11 ноември с голямо участие на населението.
Сулпиций Север се познава много добре с него и пише неговата биография.
Меровингският крал Хлодвиг I (486 – 511) го провъзгласява за Национален светия и покровител на франкско-меровингските крале. Палтото (лат. cappa) на Мартин принадлежи към съкровищницата на меровингските крале и е вземано при всички пътувания. Пазено е в по-малко помещение от храма, което по-късно е наричано капела.
Мартин е покровител на Франция, Словакия, Айхсфелд и град Майнц.
Поради неговия живот свети Мартин е пазител на пътуващите, бедните, просяците и конниците, също така на емигрантите, затворниците, въздържателите и войниците.